# Viscosia erasmi
Viscosia erasmi is een rondwormensoort uit de familie van de Oncholaimidae. De wetenschappelijke naam van de soort is voor het eerst geldig gepubliceerd in 1989 door Furstenberg & Vincx.